# Higuera de Llerena
Higuera de Llerena és un municipi de la província de Badajoz a la comunitat autònoma d'Extremadura, a la comarca de Campiña Sur. Fins al 179¡86 va restar unir al municipi de Llerena.